# Wallfahrtskirche Mariahilfberg

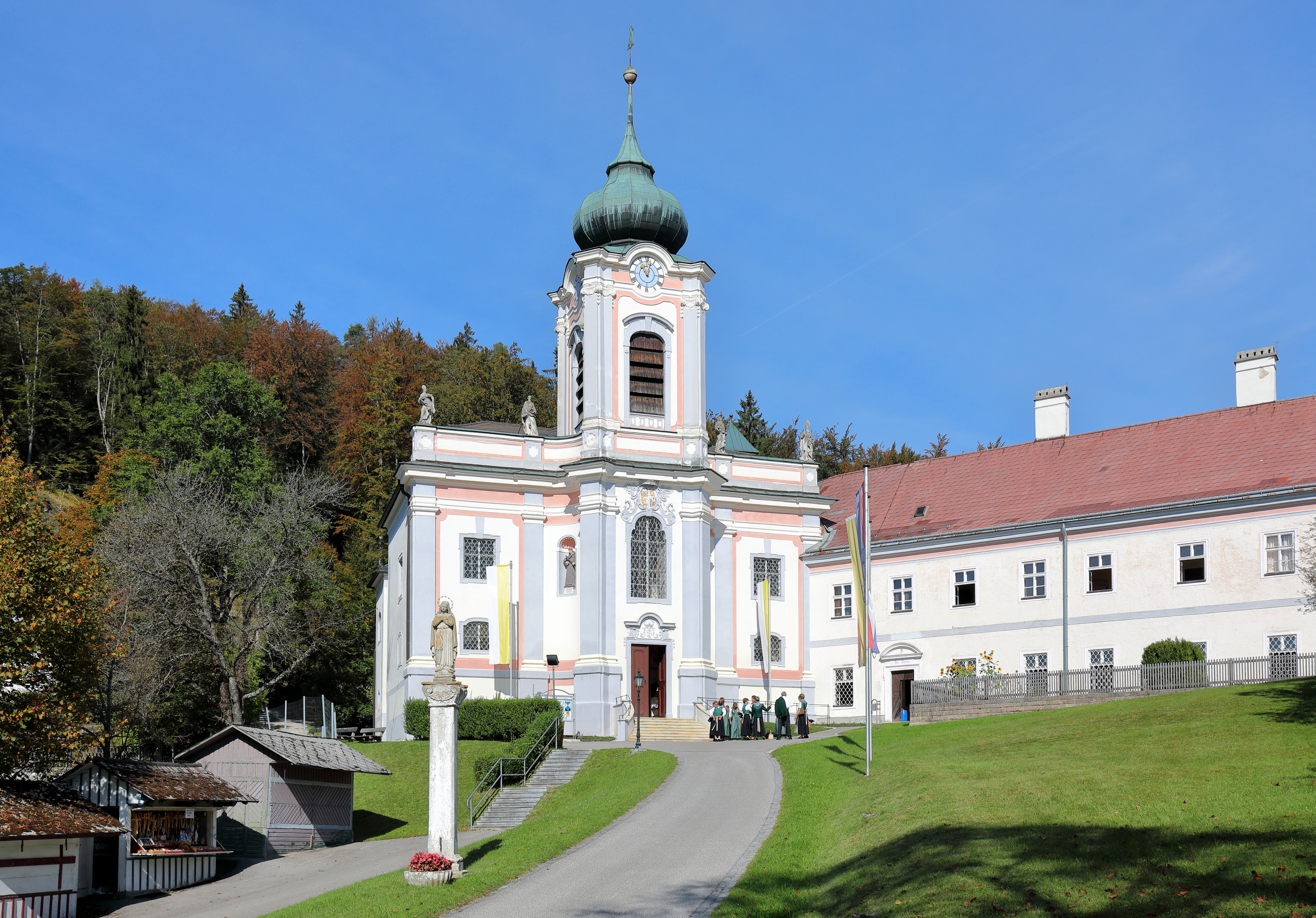
Katholische Wallfahrtskirche Hilfreiche Jungfrau Maria in Mariahilfberg

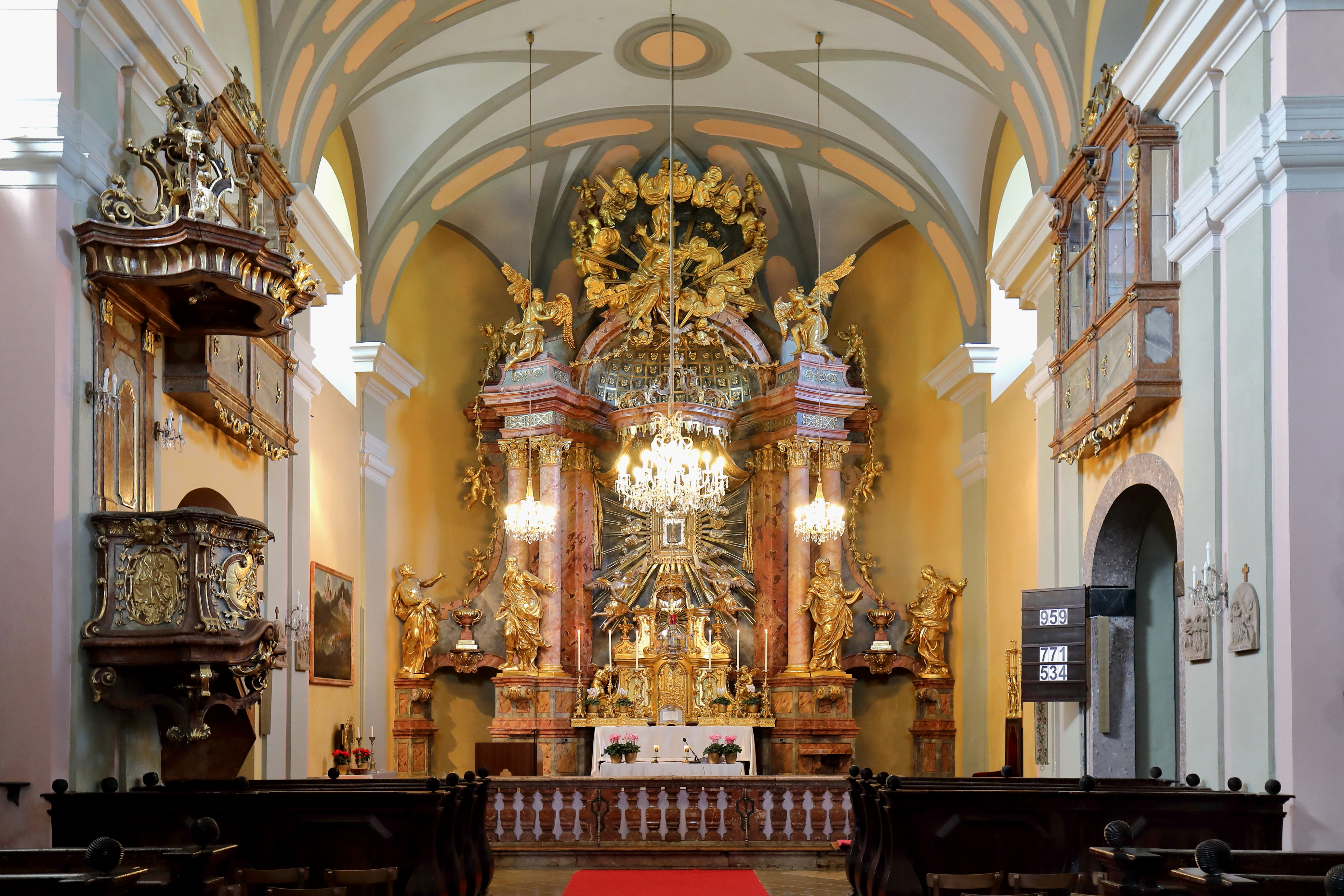
Langhaus, Blick zum Chor

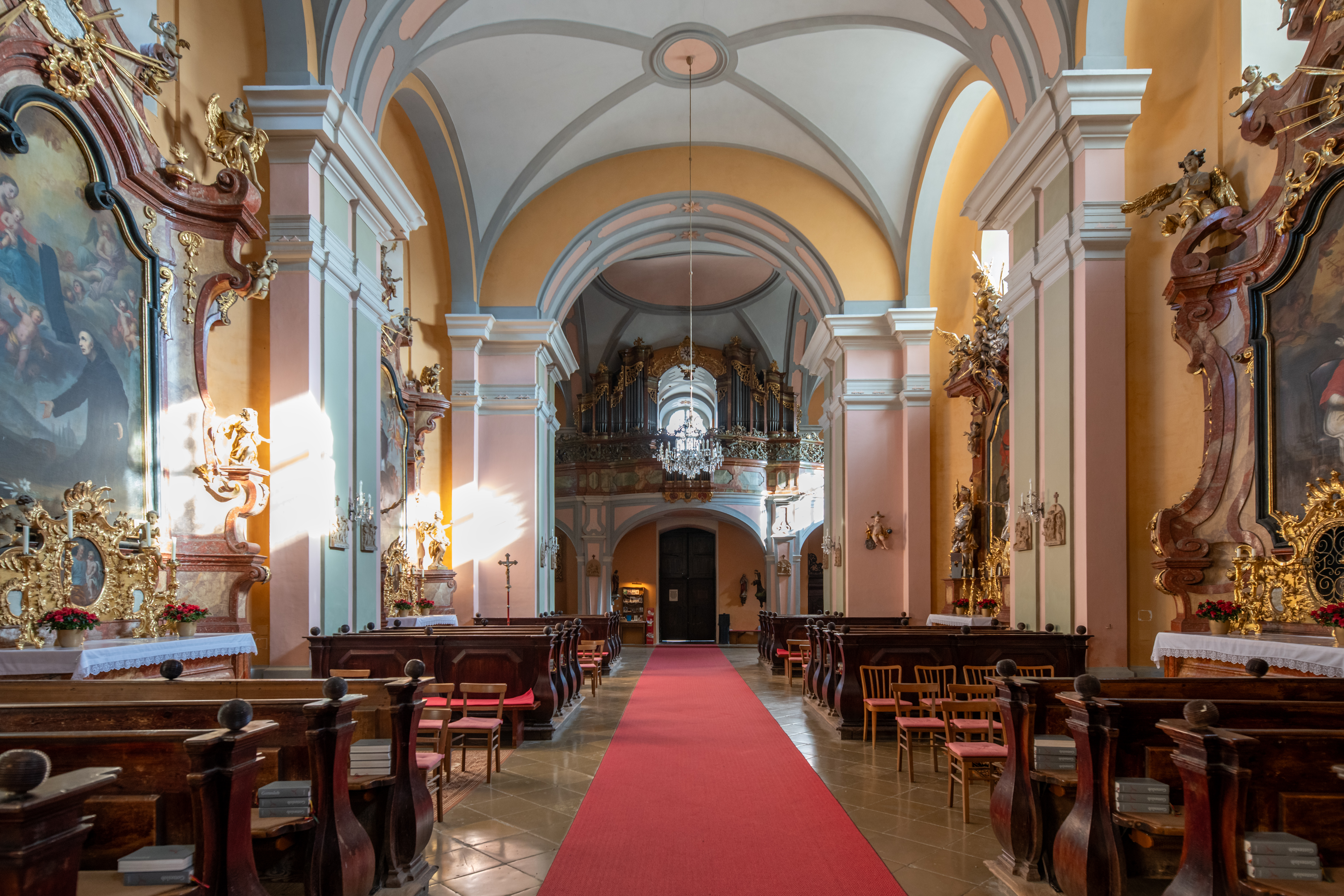
Langhaus, Blick zur Orgelempore

Die Wallfahrtskirche Mariahilfberg steht in baulicher Verbindung mit dem Servitenkloster Mariahilfberg auf dem Mariahilfberg in der Marktgemeinde Gutenstein im Bezirk Wiener Neustadt-Land in Niederösterreich. Die dem Patrozinium Hilfreiche Jungfrau Maria unterstellte römisch-katholische Wallfahrtskirche gehört zum Dekanat Piesting im Vikariat Unter dem Wienerwald der Erzdiözese Wien. Die Kirche steht unter Denkmalschutz (Listeneintrag).

## Geschichte
Im 17. Jahrhundert bestand eine Einsiedelei. Nach der Gründungslegende hatte der Marktrichter Sebastian Schlager einem Traum, in dem er von der Jungfrau Maria den Auftrag erhielt, ein Bildnis anzufertigen. Er holte ein Bildnis aus Mariazell und hängte es an eine Buche, in weiterer Folge kam es zu Wunderheilungen an Lahmen und es entstand eine Wallfahrt.
1665 wurde eine hölzerne Kapelle erbaut. Johannes Balthasar II. Graf Hoyos erwirkte nach einem Gelübde anlässlich eines Jagdunfalls bei Papst Clemens IX. (1667–1669) 1668 die Erlaubnis zum Bau einer Kirche. 1672 übertrug Graf Hoyos dem Orden der Serviten die Betreuung der Kirche. Von 1679 bis 1685 wurden nach den Plänen des Baumeisters Peter Baron die Kirche und das Kloster erbaut und 1688 geweiht.
1708 zerstörte ein Brand die Kirche. Unter Ernst Ludwig und ab 1718 unter Philipp Joseph Graf Hoyos wurde bis 1724 mit dem Architekten P. Ördl eine weitaus größere Wallfahrtskirche mit einer breiten Turmfassade erbaut und 1727 geweiht.
1989 bis 1991 erfolgte eine Restaurierung, dabei wurde außen und innen die Farbigkeit des ursprünglichen Bestandes wieder hergestellt.

## Architektur
Das Kirchenäußere zeigt ein Langhaus mit einem rund geschlossenen Chor sowie einer breiten Vorhalle unter einem Mansarddach mit einer durchlaufenden Traufe. Die repräsentative dreiteilige Hauptfassade hat in der Mittelachse einen vorgezogenen massiven Fassadenturm, die Ecken und Flächen sind durch Pilaster und Gebälk rhythmisiert, der Turm trägt über einem wuchtigen Uhrengiebel eine gedrungene Zwiebelhaube. Über dem Mittelfenster befindet sich das Ordenswappen der Serviten mit einer Marienkrone. Die Attika seitlich des Turmes trägt die Statuen der Heiligen Gregor, Joachim, Anna und Augustinus, geschaffen vom Bildhauer Andrä Schellauf 1714. In Rundbogennischen stehen dreiviertelfigurige Statuen der Heiligen Philippus Benitius und Juliana Falconieri. Die seitlichen Fassaden zeigen sich schlicht mit gemalten Eckpilastern. Im Nordosten sind ein Kapellenanbau mit einem Oratorium und ein Verbindungsgang zur Sakristei angebaut.

## Ausstattung

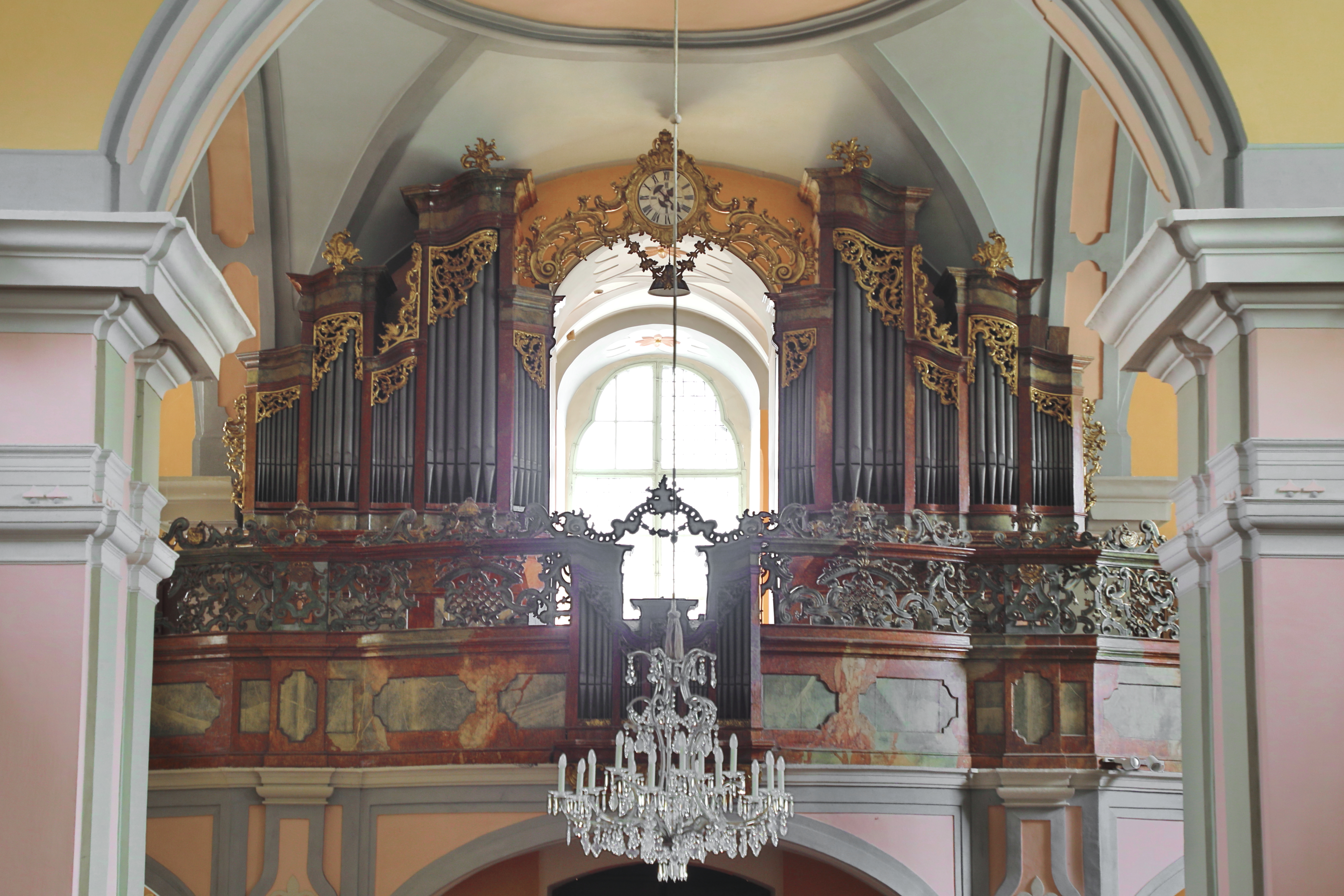
Orgel der Wallfahrtskirche

Der Hochaltar aus 1720 mit einem Tabernakel, der Rahmung des Gnadenbildes aus 1766/1767 und der äußeren Rahmung des Gnadenbildes mit Engelsfiguren aus 1806/1810 hat eine Ädikula mit Kalotte von Doppelsäulen flankiert. Mittig zeigt der Hochaltar das kleine Gnadenbild mit der Darstellung der Gründungslegende in einer reichen Strahlenkranzrahmung unter einem Baldachin. Seitlich stehen die Statuen der Heiligen Joachim und Anna sowie Philippus Neri und Maria Magdalena als Namenspatrone der Grafen Hoyos als Stifter des Kirchenhauses von 1724. Am Auszug steht eine monumentale Figur Gottvater mit einer Heiliggeisttaube.
Die Hängekanzel aus 1720 zeigt am Korb die Reliefs der Evangelisten Johannes und Markus.
Die Mathis-Orgel (1977) baute Stephan Helmich 1777.